# Alconada de Maderuelo
Alconada de Maderuelo è un comune spagnolo di 45 abitanti situato nella comunità autonoma di Castiglia e León.